# Anopheles flavirostris
Anopheles flavirostris este o specie de țânțari din genul Anopheles. A fost descrisă pentru prima dată de Frank Ludlow în anul 1914. Conform Catalogue of Life specia Anopheles flavirostris nu are subspecii cunoscute.